# دوكي سكوفيلد
دوكي سكوفيلد (بالإنجليزية: Ducky Schofield) هو لاعب كرة قاعدة أمريكي، ولد في 7 يناير 1935 في سبرينغفيلد في الولايات المتحدة.

## وصلات خارجية
- دوكي سكوفيلد على موقعبيزبول رفرنس.كوم (الدوري الرئيسي) (الإنجليزية)
- دوكي سكوفيلد على موقعبيزبول رفرنس.كوم (الدوري الثانوي) (الإنجليزية)
- دوكي سكوفيلد على موقع مشجعي الرسوم البيانية (الإنجليزية)